# Oxydia artaxa
Oxydia artaxa là một loài bướm đêm trong họ Geometridae.